# Fossaria bulimoides
Fossaria bulimoides är en snäckart som först beskrevs av I. Lea 1841.  Fossaria bulimoides ingår i släktet Fossaria och familjen dammsnäckor. IUCN kategoriserar arten globalt som livskraftig. Inga underarter finns listade i Catalogue of Life.